# Vánoční příběh
Pour plus de détails, voir Fiche technique et Distribution.
Vánoční příběh est une comédie romantique tchèque réalisée par Irena Pavlásková et sortie en 2022.

## Fiche technique
- Titre original Tchèque : Vánoční příběh[1] (litt. « le conte de Noël »)
- Réalisateur : Irena Pavlásková
- Scénario : Marek Matousek, Rudolf Merkner (cs), Irena Pavlásková
- Photographie : David Ployhar
- Montage : Emil Pawinger
- Production : David Blümel, Petr Kutac
- Sociétés de production : Europeana Production
- Pays de production :  Tchéquie
- Langues originales : tchèque
- Format : Couleurs
- Durée : 123 minutes
- Genre : comédie romantique
- Dates de sortie :
  - Tchéquie : 24 novembre 2022

## Distribution
- Hynek Čermák (cs) : Viktor
- Jana Plodková (cs) : Marcela
- Vladimír Polívka (cs) : docteur Petr
- Anna Fialová (cs) : Anička
- Karel Roden : Přemek Skála
- Jiřina Bohdalová : Věra Skálová, la mère de Přemek
- Darija Pavlovičová (cs) : la fille de Přemek
- Jana Bernášková (cs) : galeristka a Přemkova přítelkyně
- Pavla Beretová (cs) : Lenka
- Albert Čuba (cs) : le mari de Lenka et le propriétaire du café
- Jiří Lábus (cs) : Pazderka
- Jitka Sedláčková (cs) : Pazderková
- Jan Nedbal (cs) : Jakub Pazderka
- Oldřich Kaiser (cs) : Standa
- Máša Málková : Diana, la fille de Standa
- Jaroslav Plesl (cs) : le prêtre Karel
- Sara Sandeva (cs) : l'infirmière Romana
- Václav Neužil (cs) : Miloš
- Adrian Gabaj : David
- Denisa Biskupová (cs) : Natálka
- Pavel Kříž (cs) : le chauffeur de taxi
- Filip František Červenka (cs) : le musicien
- Veronika Žilková (cs) : la mère du docteur Petr
- Zuska Velichová : la servante
- Pierre Richard : le compagnon de Věra Skálová

## Production
Le film se déroule pendant la nuit de Noël et il s'agit, selon les mots de la réalisatrice, d'« une histoire de plusieurs héros d'âges, de caractères et de tempéraments différents ». En octobre 2021, il a été annoncé que l'acteur français Pierre Richard jouerait également dans le film.
Vánoční příběh a été tourné à Prague au début de l'année 2021, mais aussi dans les Monts de la Jizera. Le film est présenté à la presse le 22 novembre 2022 à la Cité du cinéma de Prague. La sortie nationale du film en salles était initialement prévue pour le 25 novembre 2021, mais en raison de la pandémie du Covid-19 affectant la fréquentation des salles, elle a été reportée au 24 novembre 2022.